# Europastraße 671
Die Europastraße 671 (kurz: E 671) ist ein Teil des europäischen Fernstraßennetzes. Die in Rumänien von Timișoara (Temeswar) – der Kreishauptstadt des Kreises Timiș – in nordöstliche Richtung verlaufende Europastraße führt über Satu Mare (Sathmar), der Kreishauptstadt des gleichnamigen Kreises, bis Livada, wo sie an der E 58 endet. Die Europastraße 671 verbindet bei Temeswar die E 70 mit der E 81 bei Satu Mare.
Die frühere E 671 verlief von Satu Mare bis zur Kleinstadt Dej (Burglos) im Kreis Cluj.

## Streckenverlauf
Von Timișoara, in der historischen Region Banat, führt die E 671 in nördliche Richtung etwa 25 Kilometer im Kreis Timiș und anschließend etwa 82 Kilometer im Kreis Arad. Etwa weitere 130 Kilometer verläuft die Straße in nördlicher Richtung im Kreis Bihor im historischen Kreischgebiet. Im Kreis Satu Mare im historischen Komitat Sathmar verläuft die E 671 bis Satu Mare auf etwa 65 Kilometer.
Zwischen Timișoara und Arad bildet die Straße zugleich den rumänischen Drum național 69, zwischen Arad und Oradea den rumänischen Drum național 79 und zwischen Oradea und Livada einen Teil des rumänischen Drum național 19.
Entlang der E 671 führen die Bahnstrecken Timișoara–Oradea und Oradea–Satu Mare.